# Gnathovorax
Gnathovorax („čelist vhodná k požírání“ nebo "vyhladovělá čelist") byl rod starobylého, vývojově primitivního teropodního dinosaura z čeledi Herrerasauridae.

## Popis

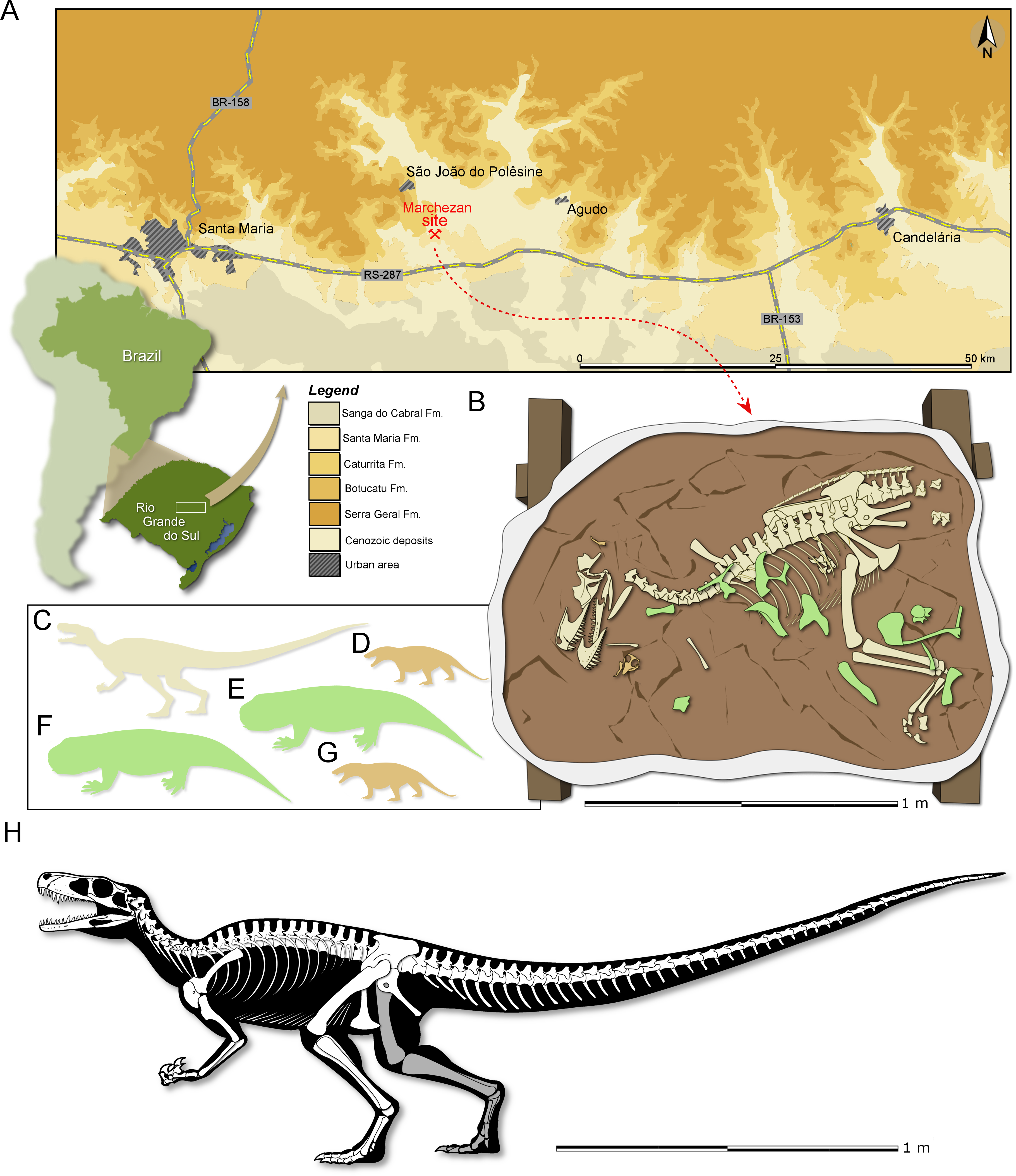
Mapka místa objevu a silueta s kosterním diagramem gnathovoraxe.

Gnathovorax žil v období svrchního triasu (stupeň karn až nor, asi před 233 miliony let). Patří tak k nejstarším známým dinosaurům vůbec. Jednalo se o menšího dravce, dosahujícího délky kolem 2 metrů. Zřejmě žil v malých smečkách, možná ale také lovil solitérně. Jeho kořistí byli drobní obratlovci, zejména různé formy obojživelníků a plazů.
Gnathovorax ještě neměl pneumatizované kosti s invazivním systémem vzdušných vaků a nebyl tak nejspíš vybaven extrémně výkonnou dýchací soustavou, charakteristickou pro pozdější plazopánvé dinosaury.

## Historie a význam
Fosilie tohoto starobylého teropoda byly objeveny v sedimentech geologického souvrství Santa Maria na území Brazílie (stát Rio Grande do Sul). Typový druh G. cabreirai byl formálně popsán v listopadu roku 2019.
Svým geologickým stářím 233,2 milionu let představuje Gnathovorax jednoho z nejstarších známých dinosaurů na světě a zároveň také nejstarší známý rod dinosaura, formálně popsaného v roce 2019.